# Le Crépuscule des dieux (Élémir Bourges)
Pour les articles homonymes, voir Le Crépuscule des dieux.
Le Crépuscule des dieux est un roman d'Élémir Bourges (1852-1925), publié en mars 1884 chez Giraud.

## Résumé
S'inspirant du caractère et du destin de Charles II de Brunswick, le roman raconte la vie de luxe et de débauche menée par Charles d'Este, souverain déchu de Blankenbourg, exilé à Paris avec ses cinq enfants. 

## Appréciations
« Regardez bien; ce livre est de la race des livres tombés du ciel. […]. Avec lui, un lustre nous descend du ciel. Un lustre de cristaux, de gaz, de bougies. Un lustre devant quoi je reste bouche bée, comme un enfant pauvre devant un arbre de Noël. »

— Jean Cocteau

## Rééditions
- Le Crépuscule des dieux, avec 26 eaux-fortes originales en couleurs de Richard Ranft, 119 exemplaires numérotés. Paris, Le Livre Contemporain, 1905.
- Le Crépuscule des dieux, 37 lithographies de Berthold Mahn, 1.151 exemplaires numérotés. Paris, Henri Jonquières et Cie, 1927.
- Le Crépuscule des dieux, préface de Hubert Juin, chronologie de Yvan de Riaz, illustrations originales de Gilbert Koull. Genève, Éditions Stock/Edito-Service S.A, 1973.
- Le Crépuscule des dieux, suivi de lettres inédites à Anna Braunerowa, préface de Christian Berg, notes de Hélène Tuzet et Christian Berg. Saint-Cyr-sur-Loire, Christian Pirot, 1987.

## Études
- André Lebois, La Genèse du Crépuscule des dieux, Paris, L’Amitié par le livre, Le Cercle du livre, 1954.
- Ulrich Prill, « Sind das nicht Zeichen der décadence? » zur Textkonstitution des Fin de siècle am Beispiel Elémir Bourges : Le Crépuscule des dieux, Bonn, Romanistischer Verlag, 1988.
- Mateusz Wieslaw Malinowski, « Comment le roman peut-il être “ wagnérien ? Le cas d’Élémir Bourges », Sudia Romanica Posnaniensia, Poznan, AdamnMickiewicz University Press, vol. XXVII, 2001, p. 25-39.
- Cécile Leblanc, « Elémir Bourges : la fin d’un monde », Wagnérisme et création en France, Honoré Champion, 2005, p. 207-239.
- Philippe Martin-Lau, « Le Crépuscule des dieux d'Élémir Bourges: de la liquidité d'un texte à la liquidation d'un livre », Dix-neuf, avril 2009, p. 37- 43.